# Spilomorphus
Spilomorphus is een geslacht van kevers uit de familie  
kniptorren (Elateridae).
Het geslacht is voor het eerst wetenschappelijk beschreven in 1894 door Champion.

## Soorten
Het geslacht omvat de volgende soort:
- Spilomorphus rubricollis Champion, 1894